# Lancia

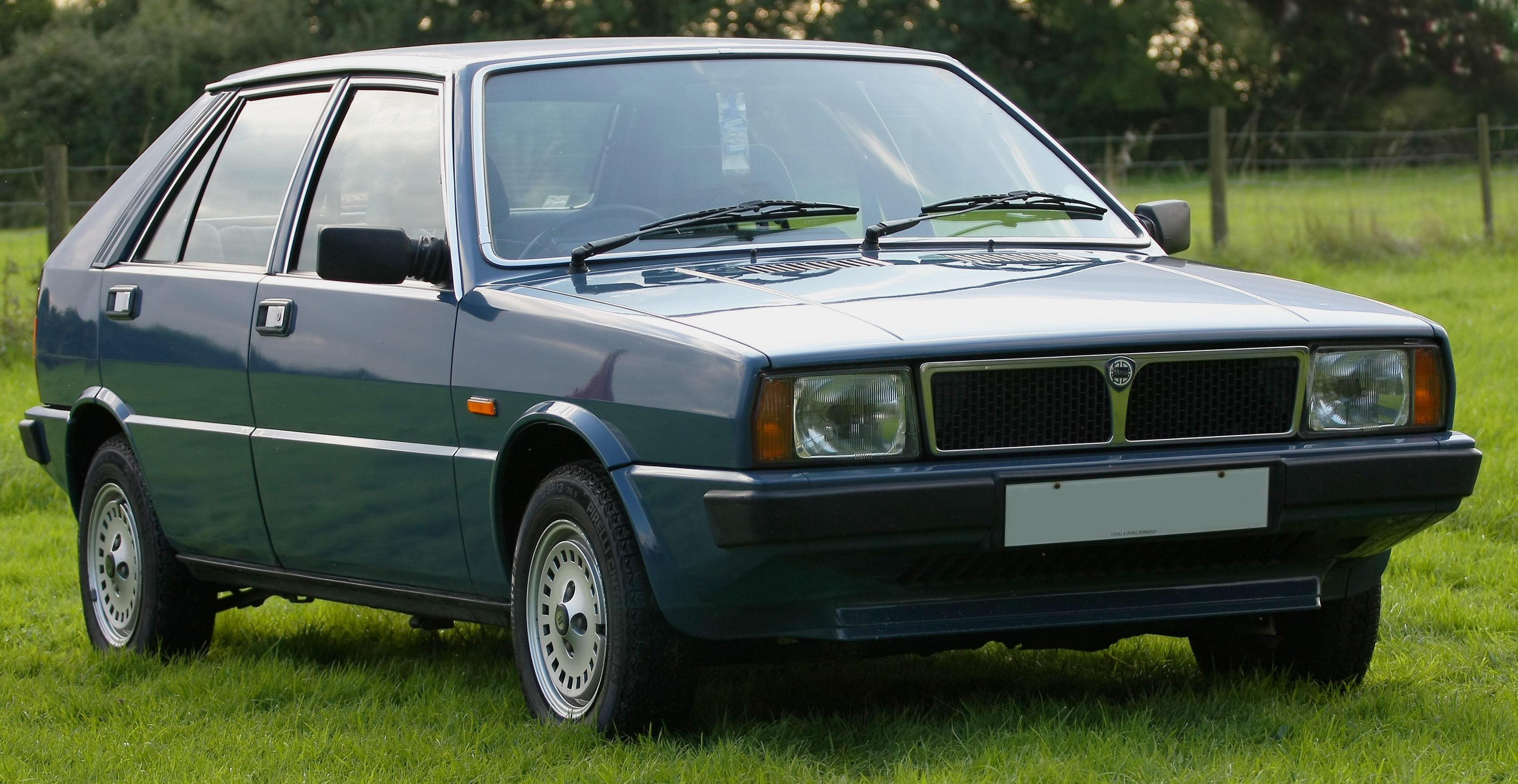
Lancia Delta primeira geração.

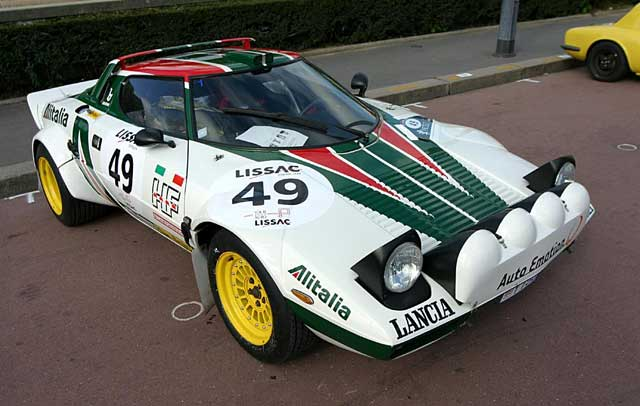
Lancia Stratos HF de rally.

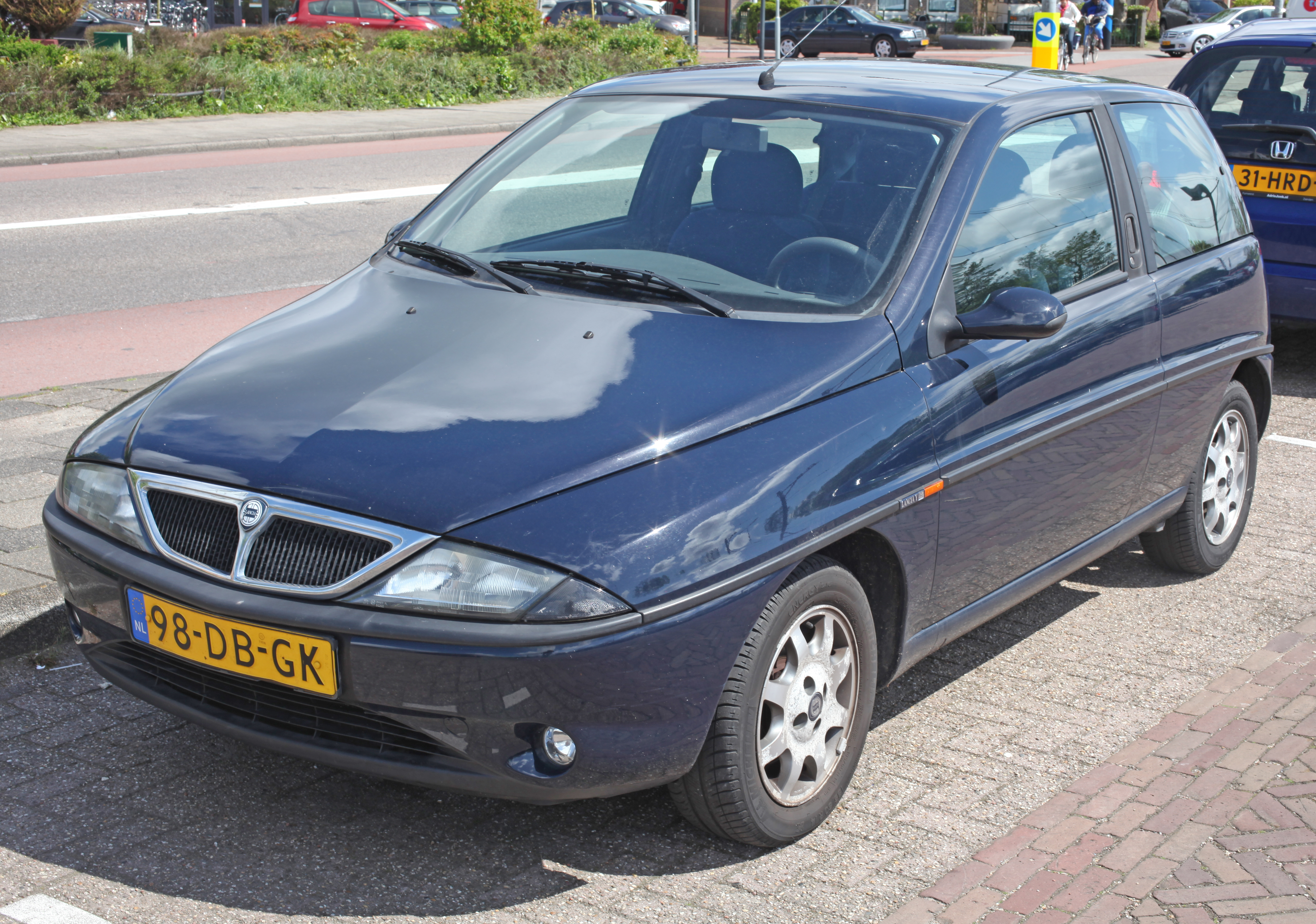
Lancia Ypsilon 1999.

A Lancia é uma das mais antigas e famosas fabricantes de automóveis da Itália, fundada em Turim no ano de 1906. É uma das empresas da Stellantis Italy, que atualmente é uma divisão da Stellantis.
A Lancia foi sempre uma empresa inovadora em tecnologia nas décadas seguintes e poucas marcas foram tão importantes tecnologicamente quanto ela. Nem as duas guerras mundiais que se seguiram conseguiram derrubar a Lancia. Com pausas na produção para fabricar equipamentos militares, surgiram sucessos como o Lambda e o Aprilia nos momentos de paz. Depois de 1945, os negócios melhoraram e Juan Manuel Fangio venceu seu quarto título mundial a bordo de um Lancia.
A empresa teve uma presença muito forte também nos campeonatos de Rallye com o Lancia Stratos (que tinha um V6 Ferrari e é considerado até hoje como um dos melhores bólidos já construídos para provas de rallye) e com o Lancia Delta HF Integrale.
Actualmente Lancia ainda é a marca com mais títulos do Campeonato Mundial de Rali (WRC) com 10 títulos, mesmo já não participando desde 1992, ano do seu último título no mundial de construtores.

## O Início
A Lancia foi constituida em 29 de novembro de 1906, sendo sócios Vincenzo Lancia e Claudio Fogolin, cuja participação de cada um era de 50% do capital da empresa.

### Primeiro modelo
A produção do primeiro modelo teve início em 1908, ano que este primeiro chassis, denominado 12 HP, foi exposto no VIII Salão do Automóvel de Turim (8 de janeiro a 2 de fevereiro). A denominação de projeto deste modelo era "tipo 51", e em 1919 foi rebatizado de Lancia Alfa. Foi o irmão do construtor, Giovanni (estudioso de línguas clássicas), que sugeriu que fossem utilizadas letras do alfabeto grego para distinguir os diversos modelos.

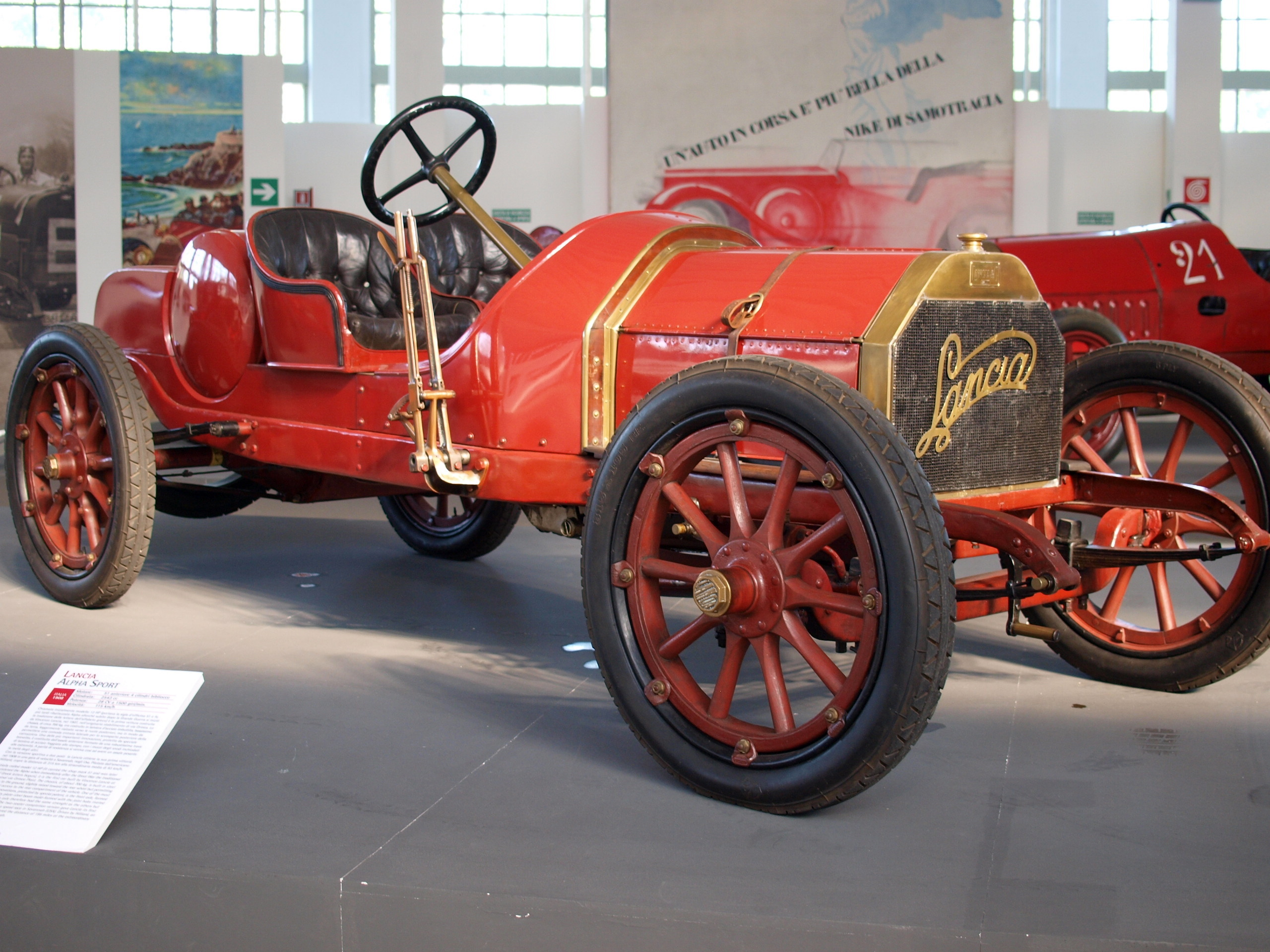
Lancia Alfa 12 HP de 1908.

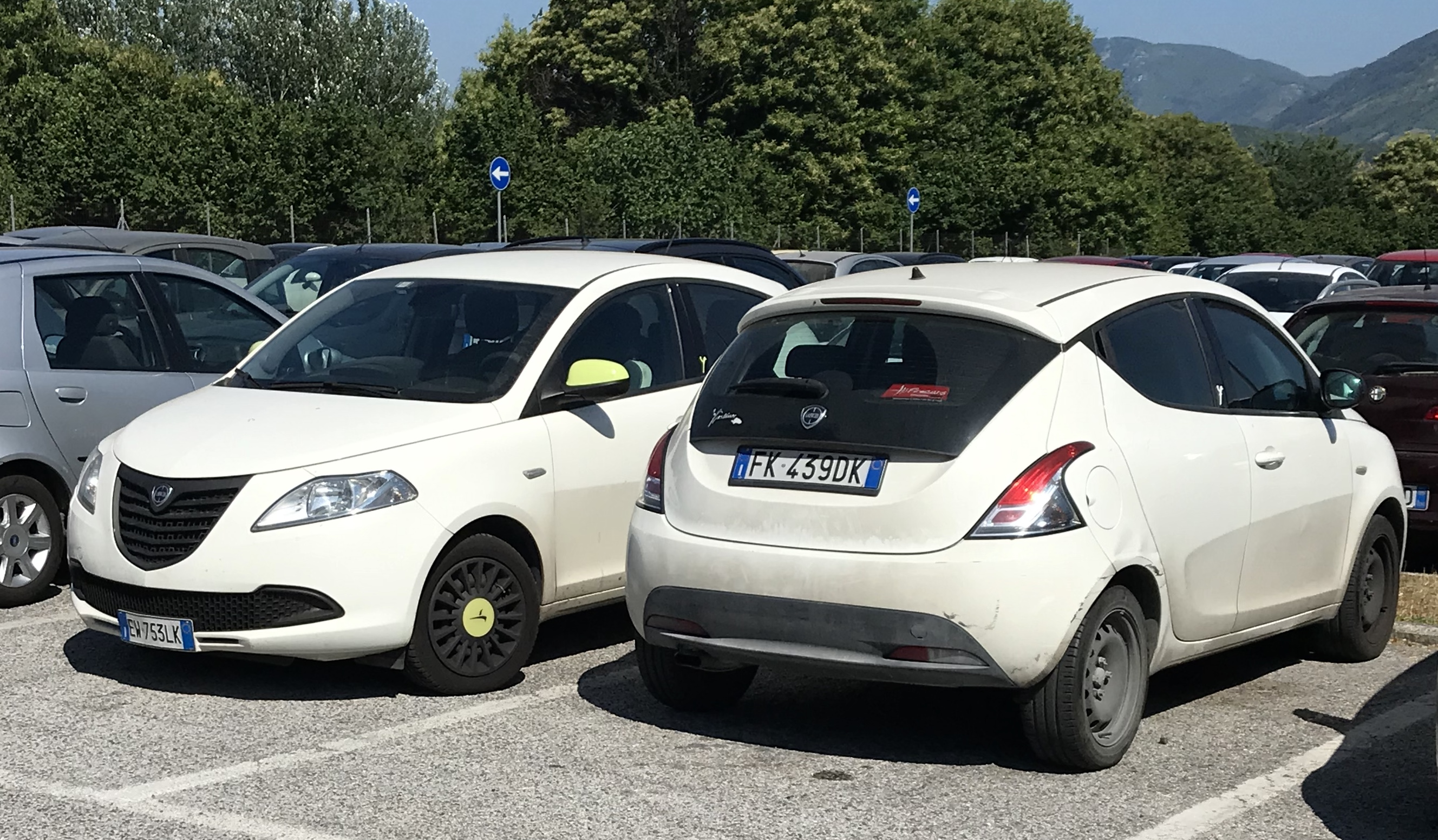
Lancia Ypsilon 2019

O 12HP era dotado de um motor de quatro cilindros, com cilindrada de 2545 centímetros cúbicos, que girava a 1800 rotações por minuto (um regime alto para a época), e alcançava velocidade de 90 quilômetros por hora.

## Lancia na atualidade
A Lancia sofreu muito com a grave situação financeira pela qual atravessou o Grupo FIAT de 2000 a 2004, sendo a única indústria do grupo que não está totalmente sanada.
Atualmente, o único modelo fabricado pela marca é o Ypsilon (mais de 200 mil unidades vendidas na Itália desde o lançamento em 2003). O modelo mais refinado da marca nos últimos anos era o Thema, que deixou de ser fabricado assim como o compacto Delta (derivado do Fiat Bravo), o descapotável Flavia e o monovolume Voyager. 
A Lancia conserva a ambição de querer ser a alternativa italiana à Mercedes-Benz, e à luz do seu prestigioso passado mereceria esforços e investimentos mais consideráveis.
A semelhança entre o protótipo do Lancia (modelo Y10) deve-se ao fato que este deu origem ao Fiat Uno.

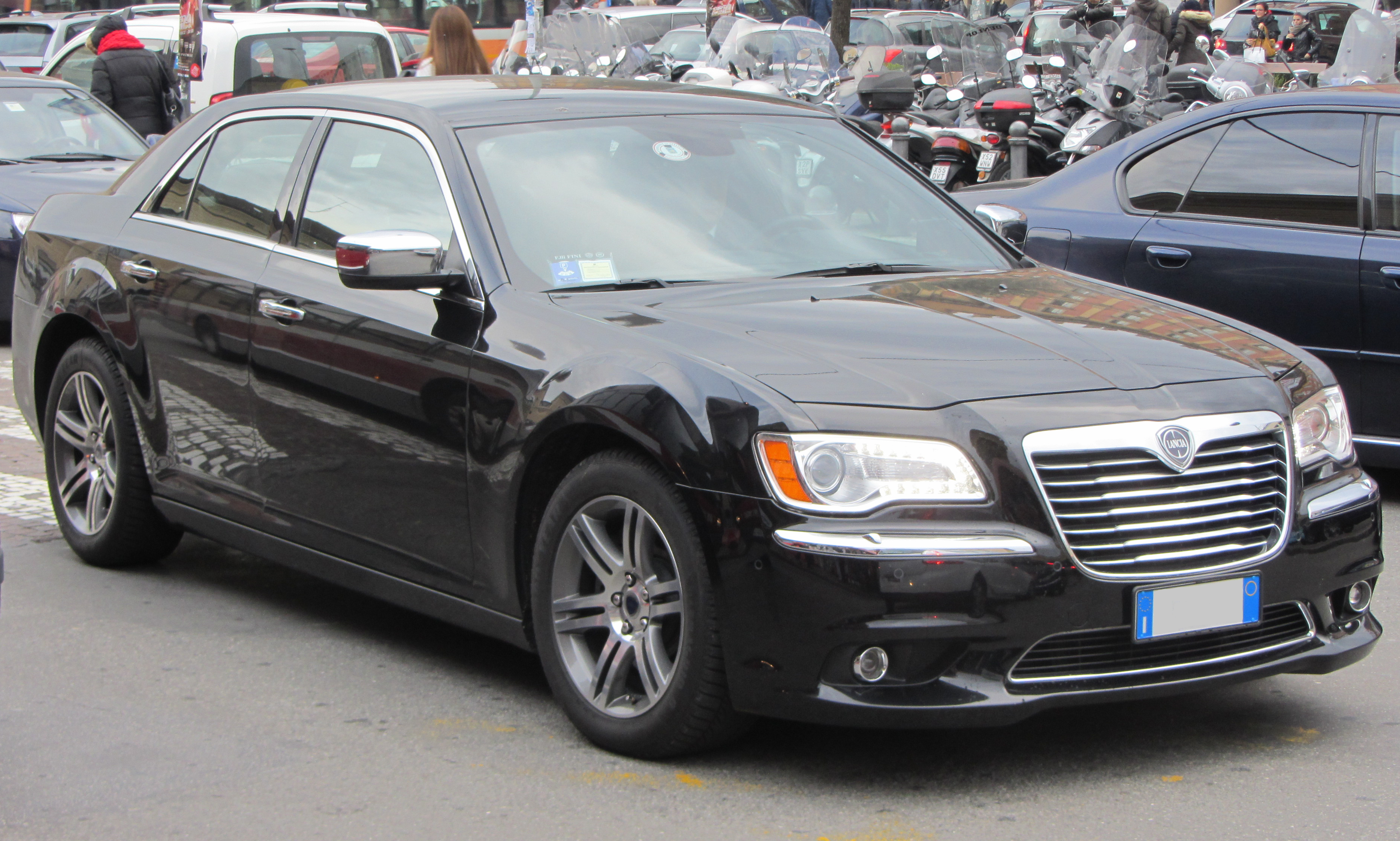
Lancia Thema (2011-2014).